# Het keizerrijk der 1000 planeten

Het keizerrijk der 1000 planeten is het derde stripalbum uit de Ravian-reeks. Het album is getekend door Jean-Claude Mézières met scenario van Pierre Christin. In juli 2017 verschijnt Valerian and the City of a Thousand Planets in de bioscoop..

## De verhalen
Syrtis, het centrum van het rijk der 1000 planeten, herbergt een beschaving, die tot dan toe geen contact met de Aarde gehad heeft. Ravian en Laureline zijn hier incognito heen gestuurd om uit te vinden, wie de heerser van deze planeet is en of de bewoners gevaar kunnen opleveren voor Aarde. Vlak na aankomst worden ze echter al ontdekt en door de achter de schermen heersende machten ter dood veroordeeld.